# 고창 암치리 선각석불좌상
고창 암치리 선각석불좌상(高敞 岩峙里 線刻石佛坐像)은 대한민국 전북특별자치도 고창군에 있는 석불이다. 2002년 11월 15일 전라북도의 문화재자료 제182호로 지정되었다.

## 개요
이 불상은 우림정 뒤의 암벽 아래, 높이 약 3m의 타원형 석판에 선각되어 있는데, 석불의 크기는 높이 250㎝, 폭 110㎝ 정도이다. 석판은 두께가 20㎝ 정도로 아래쪽이 약간 두꺼운데, 윗부분은 보주형(寶珠形)으로 다듬어 몸광배 형태로 만들고, 편평한 앞면에는 원형 머리광배을 지닌 석불좌상 1구를 선각하였다. 얼굴에서부터 신체 아래부분에 이르기까지 선각으로만 처리하여 마치 그림을 그린 듯이 보인다.
민머리 위에는 상투 모양의 육계가 큼직하게 솟아 있고, 얼굴은 마멸이 되어 확실치 않지만 갸름한 얼굴에 반달 모양의 눈썹, 넙적한 코 등이 얕게 선각되었다.
신체는 어깨부분은 당당하면서도 건장한 모습으로 표현되었으나 무릎 아래부분은 돌의 폭이 넓지 않아서 그런지 상체에 비하여 비교적 좁게 표현되어 상·하체간의 균형이 다소 깨어졌다. 옷은 양어깨를 감싸고 있으며, 무릎 아래에 흘러내린 옷자락은 유려하면서도 사실적으로 묘사되었다. 손 모양은 오른손은 어깨높이로 들어 손바닥이 밖으로 향하고 있으며 왼손은 손바닥을 펴서 위로 향한 채 아랫배에 붙이고 있다. 결가부좌한 무릎 아래에는 연꽃무늬의 대좌를 음각하였다.
이 불상은 얇은 편평한 석판에 그림을 그리듯 조각한 선각불상으로서, 이러한 선각기법은 경주 남산 마애선각불좌상이나 방어산 마애약사삼존상(보물 제159호)처럼 통일신라시대부터 나타나던 조각기법으로서, 전북지역에서는 고창 운선암 마애여래상(전북유형문화재 제182호)을 비롯하여 남원 노적봉 마애여래좌상(문화재자료 제146호) 등 고려시대 마애불에서 흔히 볼 수 있는 특징 중의 하나이다. 상체에 비하여 하체부분이 다소 빈약하게 처리된 점에서는 일부 형식화된 점이 엿보이지만, 양감있는 신체에 긴장감 있는 선으로 유려하게 처리한 선각기법 등 고려시대 불상의 특징을 잘 보여주고 있는 작품이다.

## 현지 안내문
이 불상은 타원형 석판에 윗부분은 보주형으로 다듬어 신광 형태로 만들고 평평한 앞면에는 원형두광을 지닌 석불 좌상을 얼굴에서부터 신체 아래 부분에 이르기까지 선각으로만 처리하여 마치 그림을 그린 듯이 보인다. 머리는 소발에 육계가 큼직하게 묘사되었고 갸름한 얼굴에 호형의 눈썹 넙적한 코 등이 표현되었다. 법의는 통견의를 입었고 무릎 아래 흘러내린 옷자락은 유려하면서도 사실적으로 묘사되어 있다. 수인은 오른 손은 어깨높이로 들어 바닥이 밖을 향하고 있으며 왼손은 손바닥을 펴서 위로 향한 채 아랫배에 붙이고있다. 결가부좌한 무릎 아래에는 복련의 대좌를 음각하였다.

## 참고 자료
- 암치리선각석불좌상 - 국가유산청 국가유산포털